# Johnny's West
Johnny's West (ジャニーズWEST, Janīzu uesuto) stylisé en Johnny's WEST, est groupe de musique masculin japonais, le plus jeune groupe récemment formé par la Johnny & Associates, en 2013. Le nom du groupe vient du fait que le groupe soit formé par l'agence de talent de Johnny Entertainment, et que les membres résident à Kansai, la région ouest du Japon. Il est le premier groupe de Johnny Jr qui fait ses débuts en dix ans, le dernier groupe étant Kanjani 8 en 2004
Faisant ses débuts en 2014 avec le single Eejanaika, le groupe chante principalement dans le dialecte Kansai.

## Histoire
La formation du groupe est annoncée en janvier 2014 au concert Johnny's Countdown Live,.
Étant issu de la Johnny's Junior, originallement, le groupe devait se nommer Johnny's WEST4 composé des 4 membres Daiki Shigeoka, Akito Kiriyama, Junta Nakama et Nozomu Kotaki. Néanmoins peu de temps après il est annoncé que les membres Ryusei Fujii, Tomohiro Kamiyama et Takahiro Hamada rejoignent le groupe. Ils changèrent ainsi leur nom pour Johnny's WEST. Le groupe sort son premier single le 23 avril 2014, Eejanaika, qui se classe directement 1er à l'Oricon Weekly Singles Chart.

## Membres
| Prénom et nom     | Nom en kanji | Date de naissance | Lieu de naissance | Remarques           |
| ----------------- | ------------ | ----------------- | ----------------- | ------------------- |
| Junta Nakama      | 中間淳太     | 21 octobre 1987   | Hyogo             |                     |
| Takahiro Hamada   | 濱田崇裕     | 19 décembre 1988  | Hyogo             | Membres additionnel |
| Akito Kiriyama    | 桐山照史     | 31 août 1989      | Osaka             |                     |
| Daiki Shigeoka    | 重岡大毅     | 26 août 1992      | Osaka             |                     |
| Tomohiro Kamiyama | 神山智洋     | 1er juillet 1993  | Hyogo             | Membre additionnel  |
| Ryusei Fujii      | 藤井流星     | 18 août 1993      | Osaka             | Membre additionnel  |
| Nozomu Kotaki     | 小瀧望       | 30 juillet 1996   | Osaka             |                     |

## Discographie

### Albums
| #            | Date de sortie   | Titre                                    | Oricon       | Oricon       | Oricon       | Oricon       | Oricon       |
| #            | Date de sortie   | Titre                                    | Daily        | Weekly       | Monthly      | Yearly       | Ventes       |
| Album studio | Album studio     | Album studio                             | Album studio | Album studio | Album studio | Album studio | Album studio |
| ------------ | ---------------- | ---------------------------------------- | ------------ | ------------ | ------------ | ------------ | ------------ |
| 1            | 6 août 2014      | go WEST Yo~I Don! (go WEST よーいドン！) | 1            | 1            |              |              |              |
| 2            | 9 décembre 2015  | Luckyiiiiiii 7 (ラッキィィィィィィィ7)   | 1            | 1            |              |              |              |
| 3            | 30 novembre 2016 | Nawest (なうぇすと)                      | 1            | 1            |              |              |              |
| EP           |                  |                                          |              |              |              |              |              |
| 1            | 22 avril 2015    | Paripipo (パリピポ)                      | 1            | 1            |              |              | 81 161       |

### Singles
| # | Date de sortie  | Titre                                                                                      | Oricon    | Oricon | Oricon  | Oricon | Oricon         | Album             |
| # | Date de sortie  | Titre                                                                                      | Quotidien | Hebdo  | Mensuel | Annuel | Ventes         | Album             |
| - | --------------- | ------------------------------------------------------------------------------------------ | --------- | ------ | ------- | ------ | -------------- | ----------------- |
| 1 | 23 avril 2014   | Eejanaika (ええじゃないか)                                                                 | 1         | 1      | 2       | —      | 301 869 copies | go WEST Yo~I Don! |
| 2 | 8 octobre 2014  | Zipangu Ōkini Daisakusen / Yume wo Dakishimete (ジパング・おおきに大作戦 / 夢を抱きしめて) | 1         | 2      |         |        | 110 741 copies | Paripipo          |
| 3 | 4 février 2015  | Zundoku Paradise (ズンドコ パラダイス)                                                     | 1         | 1      |         |        | 97 439 copies  | Paripipo          |
| 4 | 10 août 2015    | Bari Hapi (バリ ハピ)                                                                      | 1         | 1      |         |        | 100 502 copies | Luckyiiiiiii 7    |
| 5 | 20 avril 2016   | Gyakuten Winner (逆転Winner)                                                               |           |        |         |        |                | Nawesuto          |
| 6 | 27 juillet 2016 | Jinsei wa Subarashii (人生は素晴らしい)                                                    |           |        |         |        |                | Nawesuto          |
| 7 | 21 juin 2017    | Ya! Hot! Hot! / Osaka Ai EYE Ai (Ya! Hot! Hot!/おーさか☆愛・EYE・哀)                       |           |        |         |        |                |                   |